# Civetta barbuta olandese

Stampa del Diciannovesimo Secolo raffigurante polli di Civetta Barbuta Olandese, colorazione argento pagliettata nero.

La civetta barbuta olandese è un'antica razza di pollo originaria dei Paesi Bassi, poco comune in patria e rarissima nel resto del mondo. Si tratta di una razza molto caratteristica, grazie a una testa particolare caratterizzata da una folta barba che sostituisce i bargigli, e da una piccola cresta a cornetti seguita da un altrettanto piccolo ciuffo di penne, elementi che tradiscono la parentela con razze ciuffate quali la Brabanter. La costituzione è quella tipica delle razze campagnole, quindi è un pollo leggero e aggraziato. Presente in molte varietà di colore, la razza annovera anche delle colorazioni monocolore a testa nera che la rendono unica, in quanto assenti nelle altre razze di polli.

## Origini
Come accade in tutte le razze antiche, anche nel caso della civetta barbuta olandese le origini non sono molto chiare. Esistono descrizioni di polli simili già nel XVI secolo, grazie alla presenza di quadri olandesi che raffigurano questa razza in varie colorazioni. Gli studiosi inseriscono la razza nella categoria delle razze ciuffate, nonostante presenti un ciuffo piccolissimo, a causa di affinità con razze ciuffate. La civetta barbuta infatti presenta un becco dotato di narici grandi e cavernose e di una sella nasale a forma di ferro di cavallo, caratteristiche tipiche delle razze ciuffate.
Nel XVII secolo la razza ciuffata Brabanter era già comune nei Paesi Bassi, e per accrescerne la vitalità gli allevatori erano soliti farla accoppiare con la francese La Flèche, le cui caratteristiche hanno una forte ereditarietà. Da questi accoppiamenti, secondo studiosi come Kurt Fischer, sarebbero nati i primi esemplari di civetta barbuta, e solo nel 1882 la razza viene descritta per la prima volta in un libro. Per molto tempo, fino al XX secolo, le Civette Barbute sono state allevate insieme alle Brabanter, tante erano le analogie tra le due razze; erano addirittura spesso nello stesso gruppo riproduttore, sicché i polli che nascevano con ciuffo sviluppato e barba venivano esposti come Brabanter, quelli che nascevano con barba e cresta a cornetti come  Uilebaard, nome originale della civetta barbuta.
Tra XIX e XX secolo fu tentato un accoppiamento tra una versione primitiva della Barbuta di Turingia e La Flèche. I soggetti nati da questa unione, che avevano un portamento più eretto, una costituzione più piena e pesante e cornetti più sviluppati rispetto a quelli nati dalla Brabanter, furono nuovamente incrociati con la Brabanter per migliorare e aumentare il volume della barba. Per questo le razze civetta barbuta olandese, Brabanter e Barbuta di Turingia presentano le stesse colorazioni, grazie ai rapporti di parentela nati da questi accoppiamenti.
Negli ultimi decenni del XX secolo allevatori olandesi e tedeschi si sono impegnati nel separare definitivamente la civetta barbuta dalla Brabanter, migliorando la razza a tal punto da ottenere soggetti eleganti, ma con una costituzione più compatta e robusta rispetto alla Brabanter. La razza viene allevata principalmente nei Paesi Bassi e Germania, mentre al di fuori di questi paesi è rara se non assente. Vanta tuttavia un piccolo gruppo di estimatori davvero appassionati e tenaci.

## Caratteristiche morfologiche
La razza si presenta con le fattezze del tipico pollo di campagna, elegante e snello. Tuttavia, rispetto alle altre razze facenti parte di questa categoria, ha un corpo molto più compatto e pesante, grazie all'influsso che La Flèche ha avuto nella sua selezione.
La testa è indubbiamente il tratto più saliente della razza. Gli occhi sono rotondi e prominenti, di colore baio. La barba, che dà il nome alla razza, deve essere piena, folta e ben arrotondata, e va ad unirsi ai favoriti creando continuità. I bargigli sono assenti, o se presenti, minimamente accennati. Gli orecchioni sono piccoli e bianchi, coperti dalla barba. La cresta è a cornetti, i quali sono piccoli, arrotondati e di forma conica; devono essere inoltre di uguale grandezza e lunghezza. Dietro i cornetti è presente un piccolo ciuffetto di penne, che come i bargigli è appena accennato. Il becco, forte e di media lunghezza, è dotato di narici larghe e cavernose, tipiche delle razze ciuffate. Il collo elegantemente arcuato è dotato di una ricca mantellina, che specie nel gallo, forma quasi una criniera.
Il dorso è abbastanza lungo e dritto, e prosegue verso la coda in maniera armoniosa. La coda è molto folta e portata ben dritta e aperta. Le ali sono robuste e ben attaccate al tronco. Il petto è pieno e arrotondato, mentre il ventre è poco profondo. Le zampe, dotate di quattro dita, sono di media lunghezza; il loro colore varia a seconda della colorazione.
Il colore dell'uovo è bianco, e il suo pesa oscilla tra i 50 e i 60 g.

### Difetti gravi
Barba poco sviluppata o tripartita. Bargigli eccessivamente sviluppati. Cornetti malformati o di fattura grossolana. Ciuffo troppo sviluppato o assente. Becco privo di adeguate narici. Coda a scoiattolo, portata troppo alta. Ventre basso.

## Colorazioni
La razza è presente in molte varietà di colore, tra le quali annovera Bianca, Nera, Blu Orlata e Sparviero, e una serie di colorazioni pagliettate, che sono le più allevate: Camoscio Pagliettata Bianco, Oro Pagliettata Nero, Argento Pagliettata Nero e Argento Pagliettata Grigio Perla.
Sia lo standard olandese che quello italiano riconoscono anche le colorazioni Argento a Fiocchi Neri e Oro a Fiocchi Neri. Queste due ultime colorazioni presentano un disegno tipico delle razze europee nord-occidentali, come il Gabbiano di Groninga o il Pollo della Frisia.
Ma le colorazioni che rendono la razza ancora più eccezionale sono quelle definite a Testa Nera o a Testa di Moro (Moorkop in olandese): si tratta di colorazioni che presentano una tinta unita nel corpo, con eccezione di testa, barba, favoriti e parte alta del collo che sono neri. Le colorazioni ammesse sono la Bianca a Testa Nera, la Bruno Dorata a Testa Nera, la Fulva a Testa Nera e la Blu a Testa Nera. Paesi Bassi e Italia riconoscono solo la Bianca, mentre la Germania anche le altre tre colorazioni.

## Qualità
Il carattere di questo razza è piuttosto riservato, ma il comportamento dell'allevatore vi incide molto: se questi uccelli sono trattati con gentilezza, adotteranno un atteggiamento più fiducioso, mentre se sono trattati con frettolosità, saranno sempre schivi. I polli di questa razza vivono bene sia in libertà che in recinti, purché siano grandi. Le galline sono buone ovaiole, e depongono uova bianche dal peso di circa 55 g. Essendo cresta e bargigli caratteri sessuali secondari nei polli e quindi sinonimo di potenza sessuale, l'estrema riduzione della cresta e l'assenza dei bargigli presuppongono nelle Civette Barbute una ridotta vivacità sessuale. Il piumaggio tipico a Testa Nera, molto difficile da ottenere, compare nei pulcini solo dopo la terza muta.